# Courtry
Courtry ist eine französische Gemeinde mit 7107 Einwohnern (Stand 1. Januar 2022) im Département Seine-et-Marne in der Region Île-de-France. Sie gehört zum Arrondissement Torcy und zum Kanton Villeparisis. Der Ort liegt etwa 20 Kilometer östlich von Paris.

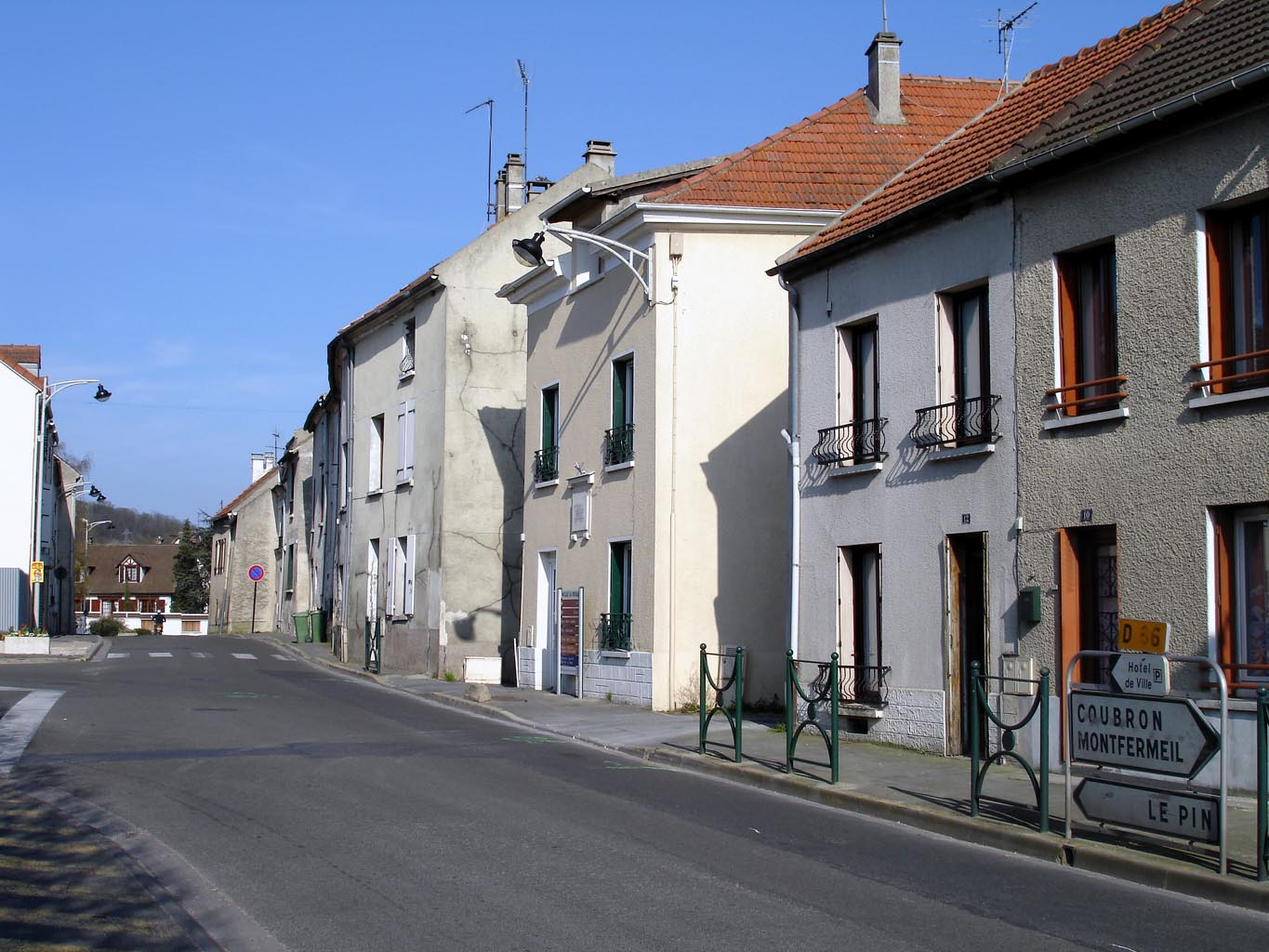
Rue du Général-Leclerc

## Nachbargemeinden
Nachbargemeinden von Courtry sind:
- Coubron
- Chelles
- Le Pin
- Vaujours
- Montfermeil
- Villeparisis

## Geschichte
Courtry war im Besitz von Pierre d’Orgemont, dem Kanzler des Königs Karl V. Später gehörte es der Familie Angennes, im 1580 dann dem Baron de Monjouy. Im 17. Jahrhundert bis zur Revolution war Courtry im Besitz der Mérigot de Sainte-Fère.
Auf Teilen der Gemarkung von Courtry befand sich auch das ab Ende der 1870er Jahre erbaute Fort de Vaujours.

### Bevölkerungsentwicklung
- 1962: 1808
- 1968: 2489
- 1975: 3249
- 1982: 4215
- 1990: 5503
- 1999: 6036

## Sehenswürdigkeiten
Siehe auch: Liste der Monuments historiques in Courtry
- Kirche Saint-Médard, erbaut im 16. Jahrhundert (Monument historique)
- Hôtel de Ville, erbaut im 18. Jahrhundert

## Städtepartnerschaften
- Pallini, Griechenland